# Charles Hillman Brough
Pour les articles homonymes, voir Brough.
Charles Hillman Brough, né le 8 juillet 1876 à Clinton (Mississippi) et mort le 26 décembre 1935 à Washington, D.C., est un homme politique démocrate américain. Il est gouverneur de l'Arkansas entre 1917 à 1921.

## Sources
- (en) Cet article est partiellement ou en totalité issu de l’article de Wikipédia en anglais intitulé « Charles Hillman Brough » (voir la liste des auteurs).